# Niue
Niue (niueanisch: Niuē; englisch: [ˈnjuːeɪ] ; alter Name Savage Island), auch bekannt unter dem Namen „The Rock (of Polynesia)“, ist eine isolierte Koralleninsel im Südpazifik in der Nähe von Tonga, 2400 km nordöstlich von Neuseeland. Der Inselstaat liegt südlich von Samoa und westlich der Cookinseln. Seit 1974 ist Niue durch einen Assoziierungsvertrag mit Neuseeland verbunden.

## Territorium
Die ausschließliche Wirtschaftszone (AWZ) Niues erstreckt sich über eine Fläche von rund 320.000 km². Der Verlauf der Grenzen zu den AWZ der Cookinseln im Osten und von Amerikanisch-Samoa im Norden ist durch Verträge festgelegt. Ein entsprechendes Abkommen mit Tonga im Westen wird noch verhandelt (Stand: September 2020).
Niue liegt unmittelbar östlich der Datumsgrenze. Da dies insbesondere im Verkehr und in der Kommunikation mit Neuseeland zu Schwierigkeiten führt (Flüge treffen an einem anderen Wochentag ein, Handelspartner befinden sich noch oder schon im Wochenende), wird in Niue eine Verschiebung der Datumsgrenze diskutiert (Stand: September 2020).

## Physische Geographie

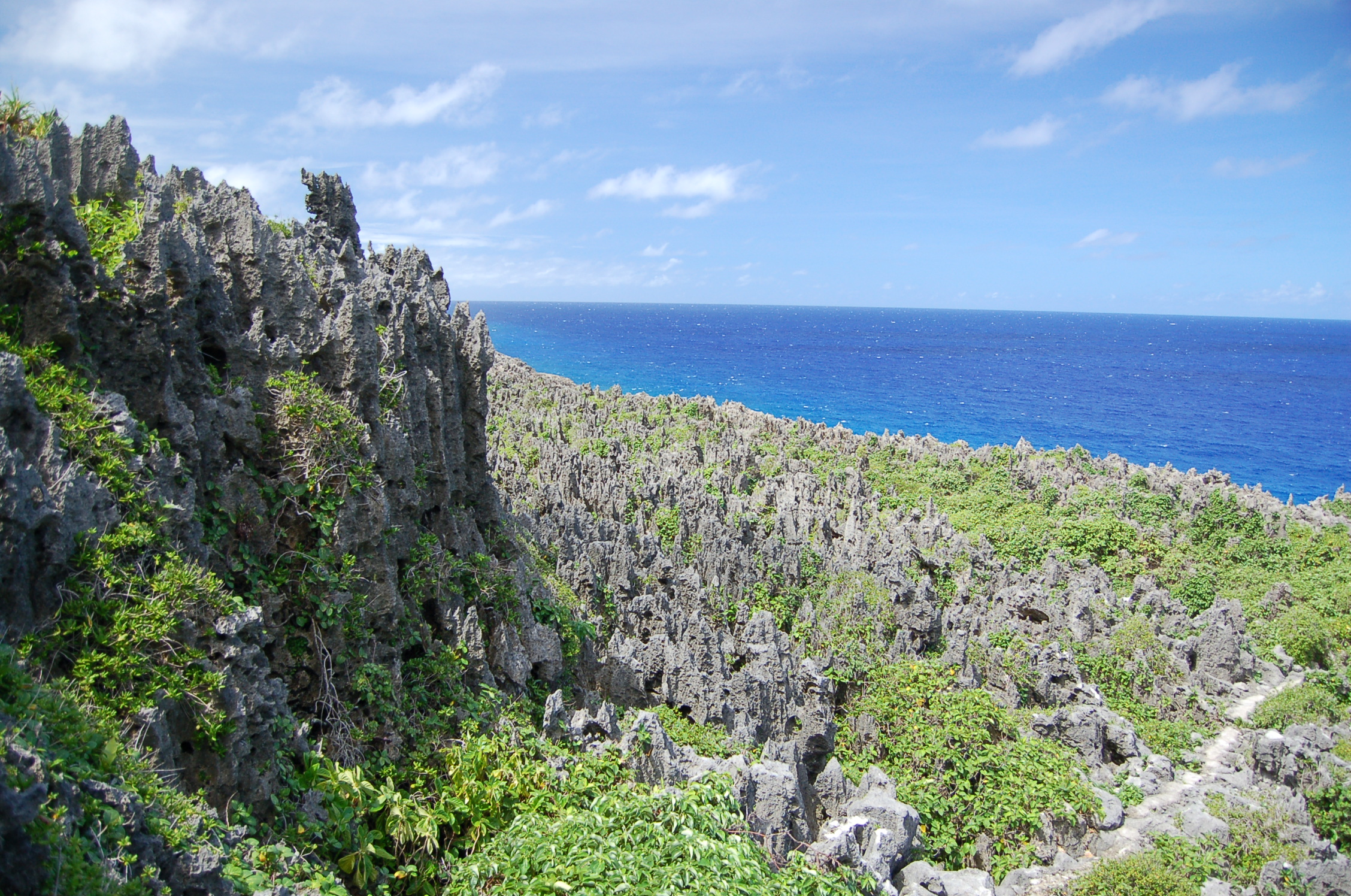
Küste mit Riffplateau (2007)

### Geomorphologie
Niue ist die Spitze eines erloschenen Vulkans und mit 261,46 km² Fläche eines der größten gehobenen Atolle der Welt. Es erhebt sich etwa zwischen 4000 und 5000 Meter über den Meeresgrund. Das innere Plateau der Insel ist meist flach und reicht bis zu 68 m über den Meeresspiegel. Niue hat an seinem Rand ein bis zu 30 Meter steil aufragendes Riff aus Kalkstein. Von der Gesamtfläche können etwa 80 % für die Landwirtschaft genutzt werden, der Rest besteht aus meist tropischen Wäldern. Die Küste ist stark zerklüftet mit vielen Höhlen und Schluchten, zum Beispiel der Talava Cave an der Nordwestküste oder der Avaiki-Höhle im anstehenden Kalkstein an der Westküste. Nennenswerte Strände existieren nicht.

### Klima
Die durchschnittliche Temperatur in Niue beträgt 26 °C, und im Schnitt fallen etwas mehr als 2000 mm Niederschlag. Da das Regenwasser schnell im porösen Korallenkalkstein versickert, bilden sich keine oberirdischen Gewässer. Man hat deshalb für die Wasserversorgung Zisternen gebaut.
Bei stabilen Hochdruck-Wetterlagen liegt Niue auf der Grenze zwischen tropischem und subtropischem Bereich mit südöstlichen Winden. Bei Tiefdruckgebieten dreht der Wind auf Nordwest bis West. Tropische Wirbelstürme kommen ebenfalls aus dieser Himmelsrichtung und haben in den Jahren 1959, 1960, 1970, 1989, 1990 und zuletzt 2004 die Insel heimgesucht. Die durch die Wirbelstürme verursachten hohen Wellenberge richten an Land zwar wegen der Steilküste praktisch keinen Schaden an, die Korallenbänke sind jedoch stark betroffen.

Am 6. Januar 2004 verwüstete der Zyklon Heta die Pazifikinsel schwer. Zwei Menschen verloren ihr Leben, über 200 Bewohner wurden obdachlos. Die durch den Zyklon bedingte Sturmflut richtete auf dem gesamten nordwestlichen Küstenabschnitt zwischen Liha Point im Nordosten und Halagigie Point im Westen schwere Verwüstungen an.

### Fauna

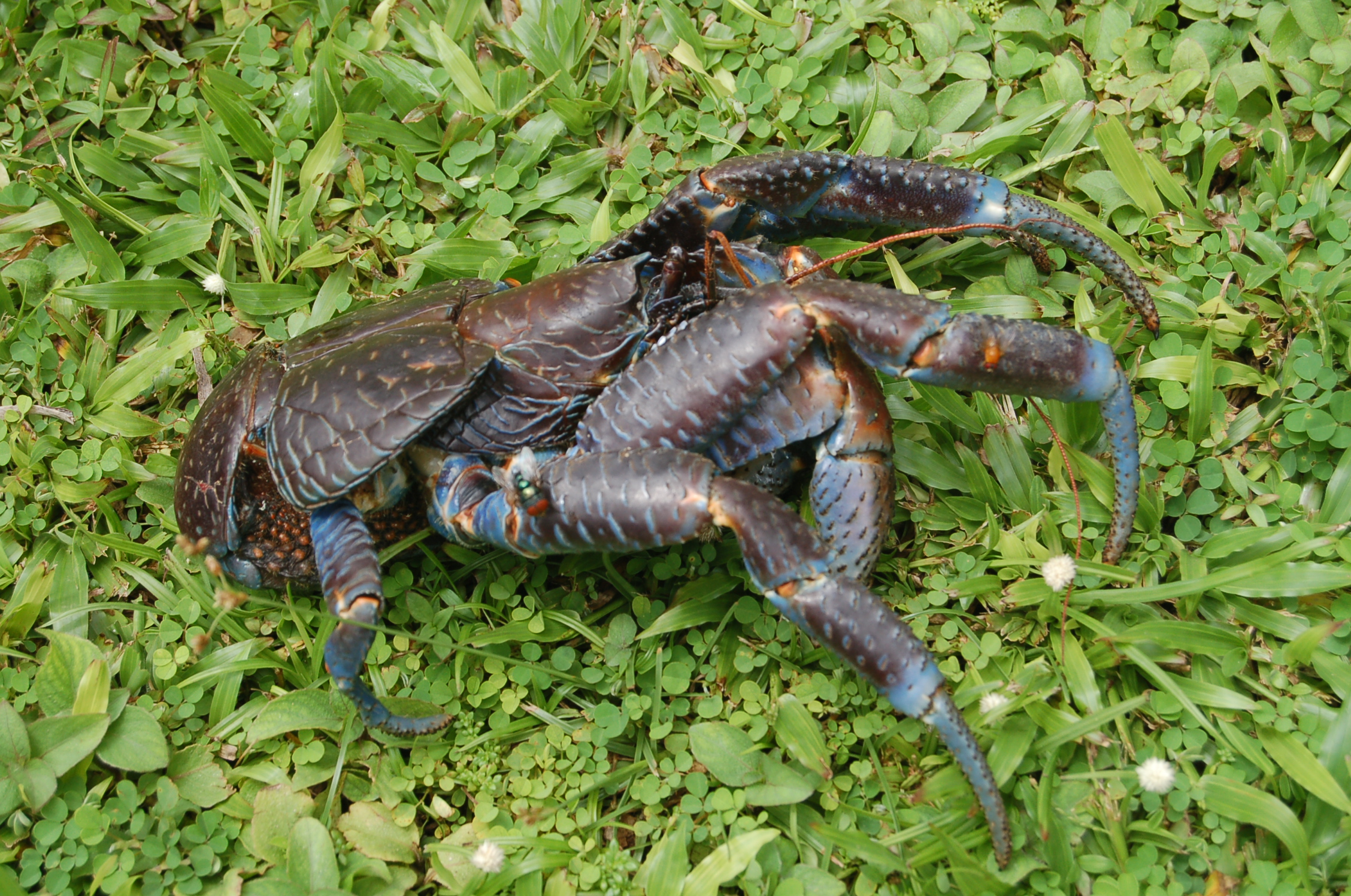
Junger „Palmendieb“ (Uga)

Nur vor und an der Küste Niues lebt die Niue-Plattschwanz-Seeschlange (Laticauda schystorhyncha). Sie wird von den Einheimischen „Katuali“ genannt, erreicht eine Länge von bis zu einem Meter, hat einen platten Schwanz und verbringt einen Teil ihres Lebens an Land. Die Schlange ist hochgiftig, soll sich aber friedliebend verhalten. Außerdem lebt auf Niue der Landeinsiedlerkrebs „Palmendieb“ (Birgus latro, auch „Kokosnussräuber“). Endemisch für die Insel ist Nacaduba niueensis, eine Schmetterlingsart aus der Familie der Bläulinge. Der aufgrund seiner charakteristischen braunen Färbung und des komplizierten Musters auf der Unterseite der Flügel unverwechselbare Falter wird auf Sammlermünzen und Briefmarken abgebildet. Zudem lassen sich vor der Küste Niues Buckelwale antreffen. Niue ist einer der wenigen Orte, an denen man einige Monate im Jahr legal mit diesen schwimmen darf.

## Bevölkerung
Niue hat 1784 Einwohner (2017). Eine starke Abwanderung nach Neuseeland hat die Einwohnerzahl seit 1966 um mehr als die Hälfte vermindert. Dies führte zu zahlreichen Wüstungen. In Neuseeland leben heute rund 24.000 Niueaner. Die Niueaner sprechen eine eigene polynesische Sprache, das Niueanische, dessen nächste verwandte Sprache Tongaisch ist. Daneben wird auch Englisch gesprochen.
Etwa zwei Drittel der Bevölkerung gehören der reformierten Ekalesia Niue an, daneben gibt es Katholiken, Mormonen, Zeugen Jehovas, Presbyterianer, Methodisten und Adventisten.

## Geschichte

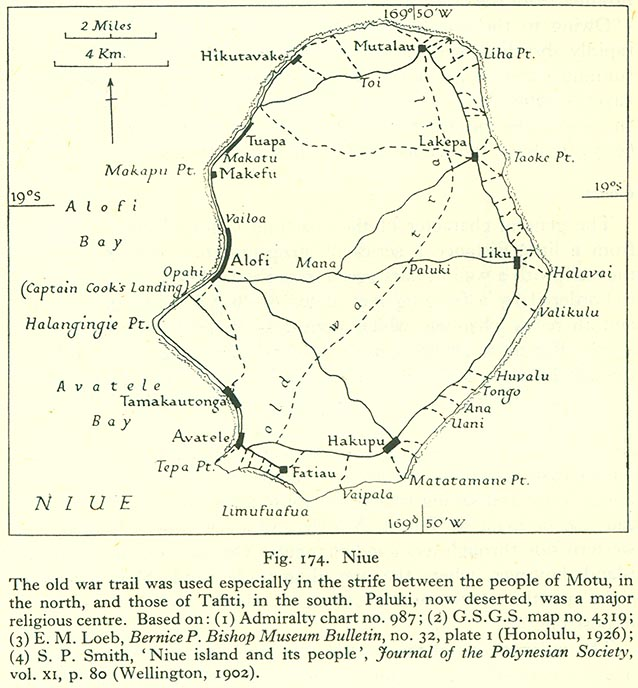
Historische Karte von Niue (um 1900)

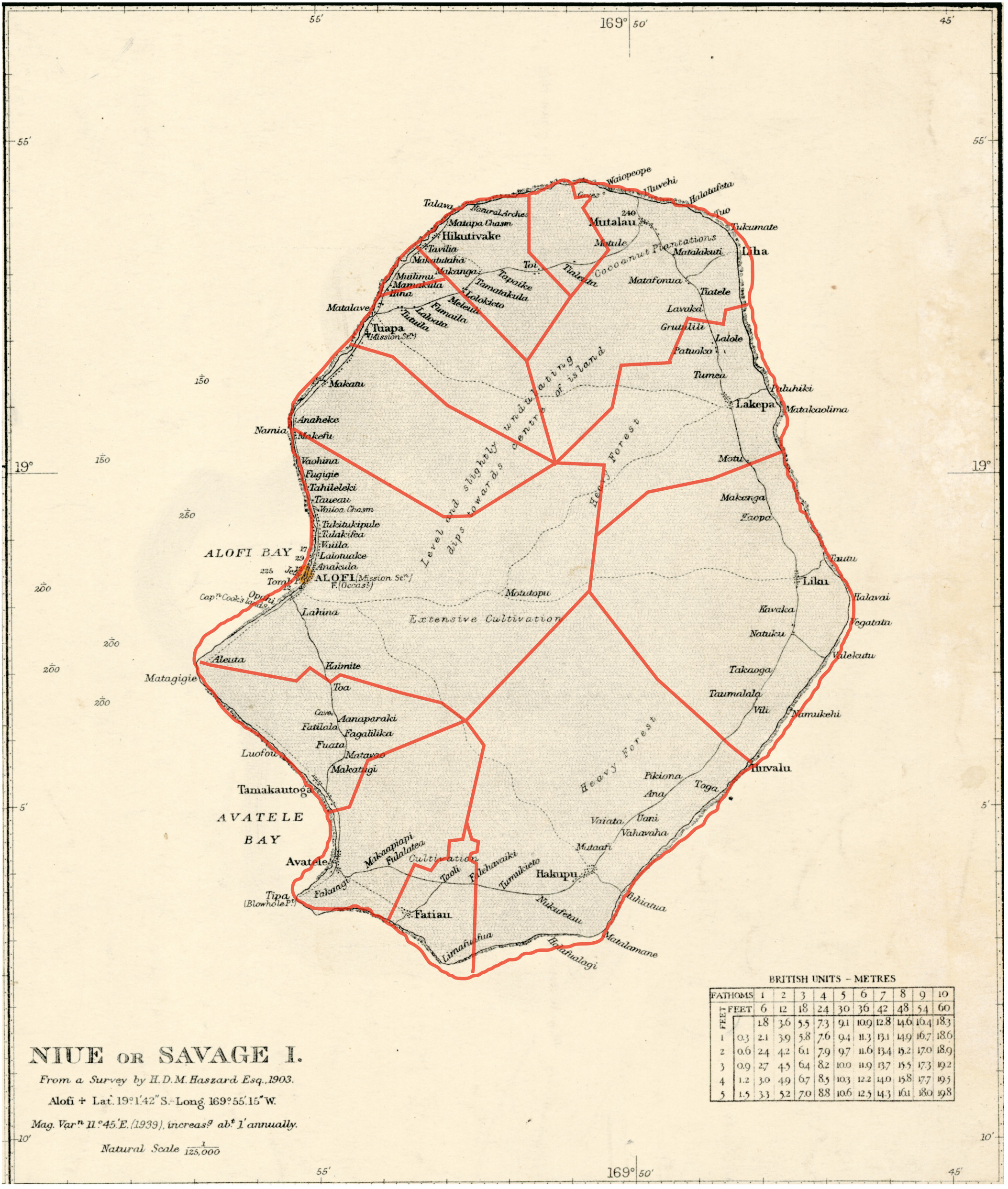
Seekarte von 1946, mit zahlreichen Siedlungsnamen

Niue wurde wahrscheinlich seit dem 10. Jahrhundert von Polynesiern aus Samoa besiedelt, weitere Siedler kamen im 16. Jahrhundert von Tonga. Niue hatte danach aber nur wenig Kontakt mit Nachbarinseln und entwickelte sich eigenständig, was sich in großen Unterschieden gegenüber Sprache und Kultur auf anderen Inseln der Region ausdrückt.
1774 entdeckte James Cook Niue für Europa. Er konnte dort wegen der feindlich gesinnten Bevölkerung nicht landen und gab der Insel den Namen Savage Island (Insel der Wilden). Missionare aus England bekehrten um 1846 die meisten Bewohner zum Christentum.
Am 20. Oktober 1900 wurde die Insel Teil der British Western Pacific Territories. Am 11. Juni 1901 wurde Niue von Neuseeland als Teil der Cookinseln annektiert, aber von diesen bereits 1903 wieder abgetrennt.
1960 wurde die erste gesetzgebende Versammlung von Niue gewählt, und 1966 wurden die Befugnisse des Hohen Kommissars teilweise an die Versammlung übertragen und ein niueanischer Regierungschef eingesetzt. Im Jahr 1974 stimmte das Volk für eine neue Verfassung und entschied sich für eine Selbstverwaltung in Assoziation mit Neuseeland.
Ein tropischer Wirbelsturm im Jahr 2004 führte zu einer Verwüstung und zog die Wirtschaft stark in Mitleidenschaft. In den folgenden Jahren konnte die Insel mit Hilfe ausländischer Unterstützung, insbesondere durch die neuseeländische Regierung und die Europäische Investitionsbank, wiederaufgebaut werden.

## Politik

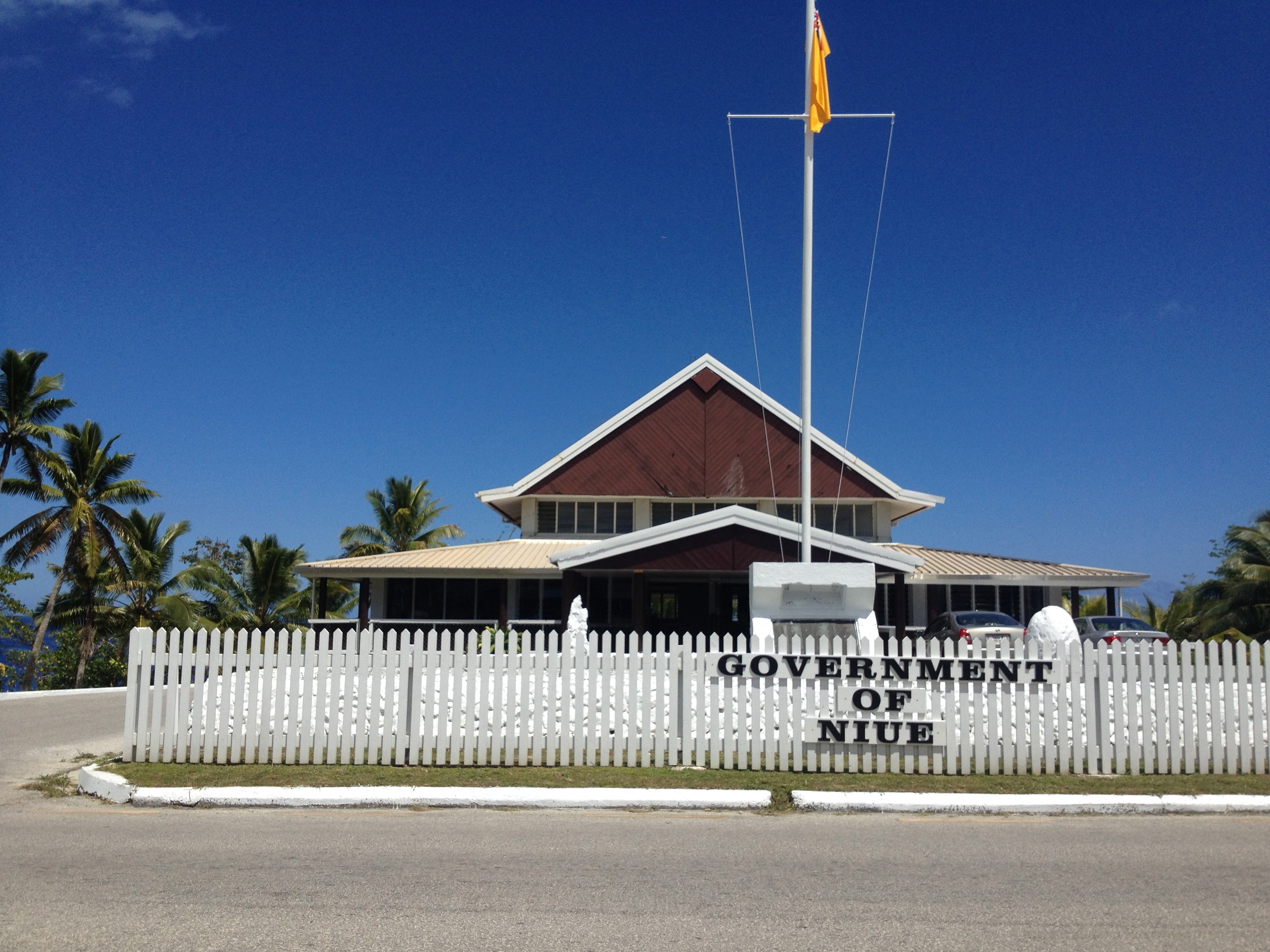
Regierungsgebäude

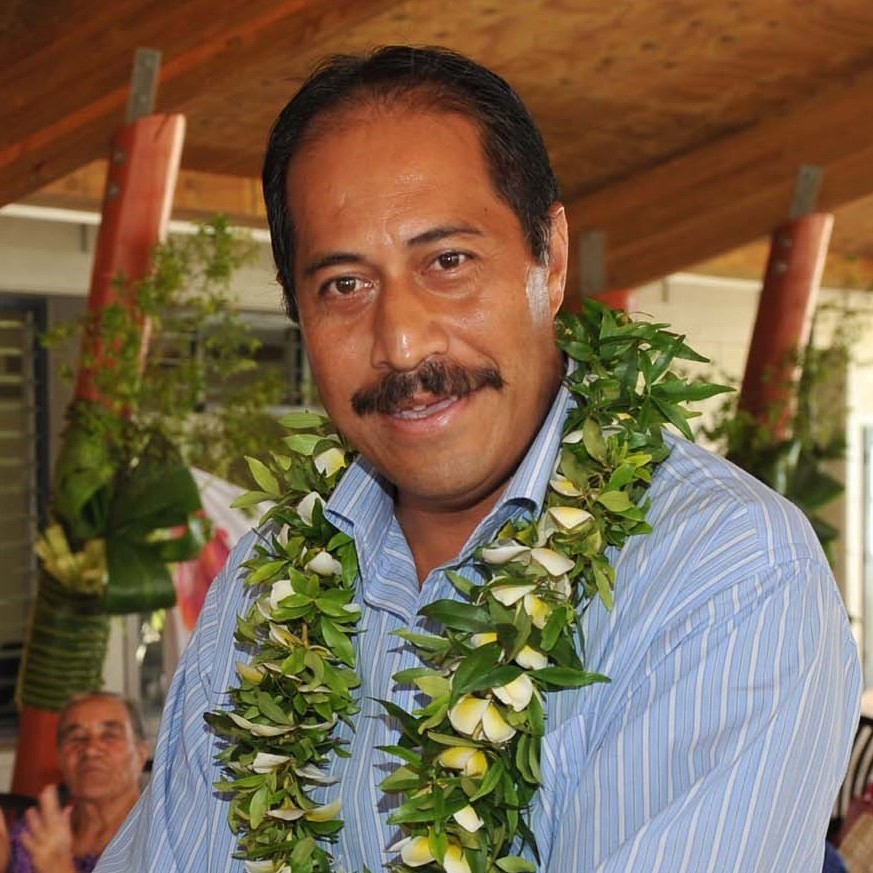
Premierminister Dalton Tagelagi

Der völkerrechtliche Status Niues ist von besonderer Natur. Niue ist ein autonomes Gebiet in „freier Assoziation mit Neuseeland“. Dieser Status wurde von Niue in einem Akt der Selbstbestimmung gewählt, der von den Vereinten Nationen gebilligt wurde und fortlaufend überwacht wird. Diesen Status besitzen auch die Cookinseln. Somit ist Neuseeland Suzerän Niues.
Niue ist ein sich selbst verwaltendes Territorium. Die gesetzgebende und ausführende Gewalt unterliegt keinen Beschränkungen durch Neuseeland. Die Legislative liegt beim Niue Fono Ekepule, Regierungschef ist der Premierminister. Die Einwohner des Landes sind Bürger Neuseelands. Auf Niues Wunsch nimmt Neuseeland weiterhin bestimmte Zuständigkeiten des Landes im Bereich der Außen- und Sicherheitspolitik wahr.
Sowohl Niues abgeschiedene Lage als auch kulturelle und sprachliche Unterschiede zur übrigen polynesischen Bevölkerung der Cookinseln haben zu seiner Selbstverwaltung geführt.
Die starke Abwanderung, noch einmal intensiviert durch die Folgen der Sturmkatastrophe, führte 2004 zu Spekulationen neuseeländischer Politiker, dass der Assoziationsstatus in Zukunft zu Gunsten Neuseelands verändert werden könnte. Die vor allem vom neuseeländischen Außenminister Phil Goff vorgebrachten Überlegungen wurden vom niueanischen Premierminister Young Vivian entschieden abgelehnt.
Niue ist assoziiertes Mitglied des Commonwealth of Nations und seit 1975 Mitglied des Pacific Islands Forum. Eine Mitgliedschaft bei den Vereinten Nationen bleibt dem Inselstaat aufgrund der Assoziierung und der geringen weltweiten Anerkennung bisher verwehrt. Obwohl Niue denselben Status besitzt wie die Cookinseln, hat auch Deutschland den Pazifikstaat bisher nicht anerkannt.
Wirtschaftspolitik: Die Regierung versucht, den Tourismus und das Finanzwesen zu fördern.
Umweltpolitik: Im April 2020 beschloss das Parlament von Niue, etwa 127.000 km², also 40 % seiner AWZ, als Meeresschutzgebiet „Niue Moana Mahu Marine Protected Area“ auszuweisen.

## Verwaltungsgliederung

Verwaltungsgliederung Niues

Verwaltungsmäßig wird Niue in 14 Villages (Dörfer; sinngemäß Gemeinden) gegliedert. Diese entsprechen den Dörfern mit dem jeweiligen Umland, wobei die Hauptstadt Alofi aus den Verwaltungseinheiten Alofi North (Nord) und Alofi South (Süd) besteht. Jede Gemeinde hat einen Village Council (Gemeinderat), der seinen eigenen Village Council Chairman wählt. Die Gemeinden entsprechen auch den Wahlbezirken. Jede Gemeinde entsendet einen Assemblyman (Vertreter) in das Parlament von Niue.

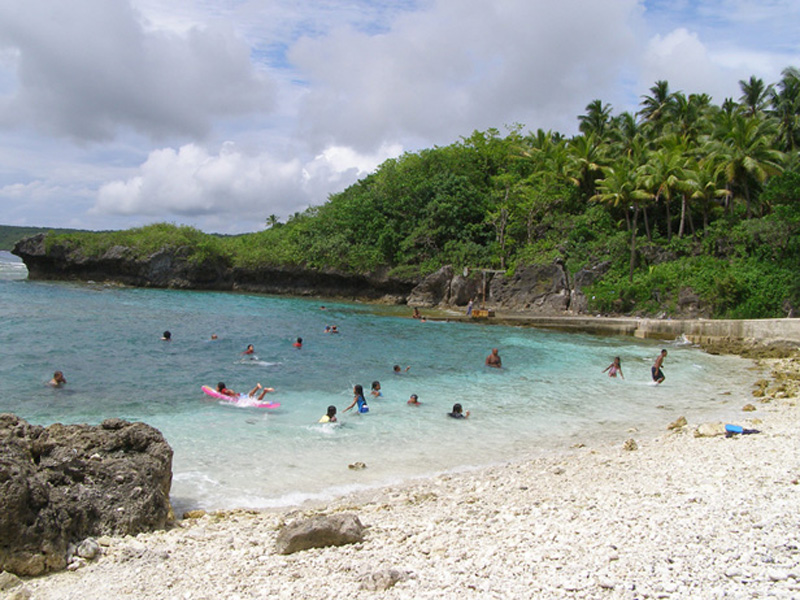
Avatele Beach im Westen der Insel ist einer der wenigen Strände von Niue (2008)

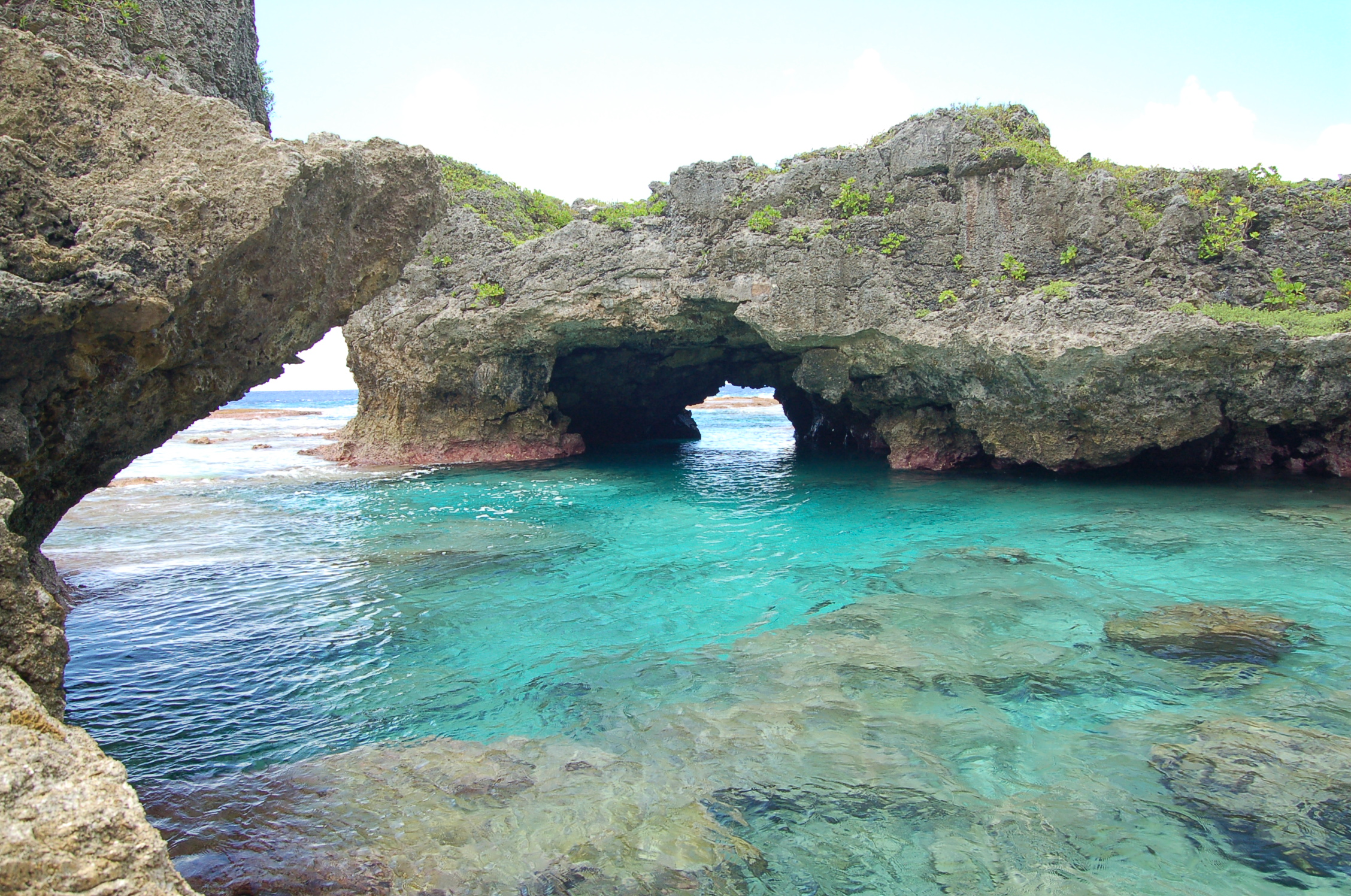
Verwitterungserscheinungen an der Nordküste Niues (2007)

| Nr. | Village / Ort        | Bevölkerung (Volkszählung 2022-11-11) | Fläche km² | Bevölkerungs- dichte Einwohner/km² | Gebiet |
| --- | -------------------- | ------------------------------------- | ---------- | ---------------------------------- | ------ |
| 1   | Makefu               | 73                                    | 17,13      | 4,26                               | Motu   |
| 2   | Tuapa                | 103                                   | 12,54      | 8,21                               | Motu   |
| 3   | Namukulu             | 9                                     | 1,48       | 6,08                               | Motu   |
| 4   | Hikutavake           | 39                                    | 10,17      | 3,83                               | Motu   |
| 5   | Toi                  | 32                                    | 4,82       | 6,64                               | Motu   |
| 6   | Mutalau              | 77                                    | 26,31      | 2,93                               | Motu   |
| 7   | Lakepa               | 95                                    | 21,58      | 4,40                               | Motu   |
| 8   | Liku                 | 74                                    | 41,64      | 1,78                               | Motu   |
| 9   | Hakupu (Hakupu Atua) | 180                                   | 48,04      | 3,75                               | Tafiti |
| 10  | Vaiea                | 81                                    | 5,40       | 15,00                              | Tafiti |
| 11  | Avatele              | 128                                   | 13,99      | 9,15                               | Tafiti |
| 12  | Tamakautoga          | 180                                   | 11,93      | 15,09                              | Tafiti |
| 13  | Alofi South          | 423                                   | 30,212     | 14,00                              | Tafiti |
| 14  | Alofi North          | 187                                   | 16,268     | 11,49                              | Tafiti |
|     | Niue                 | 1.681                                 | 261,51     | 6,43                               |        |

## Wirtschaft

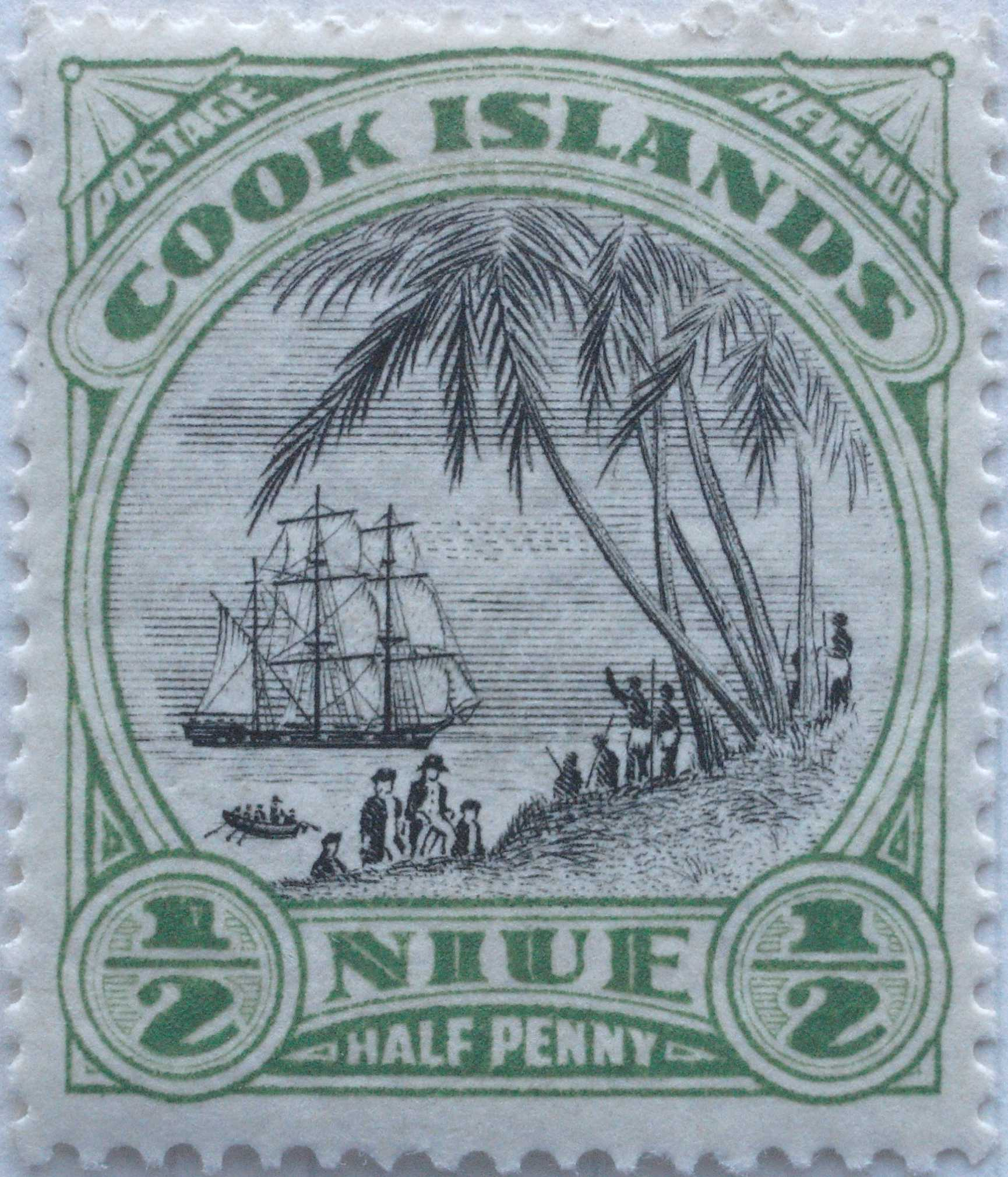
Briefmarke zu ½ Penny von 1932

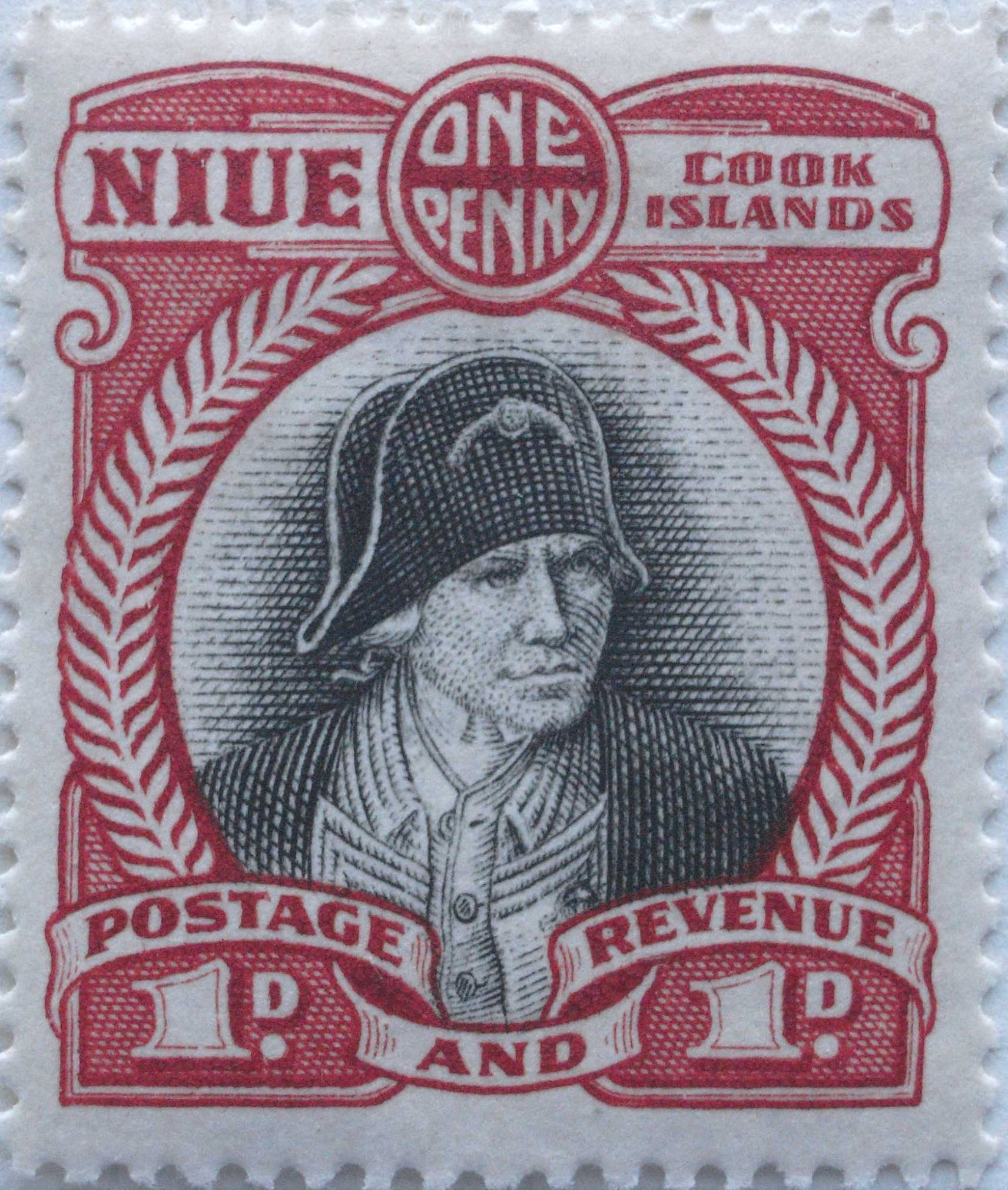
James Cook auf einer Brief- und Steuermarke von 1932

Das Bruttoinlandsprodukt lag 2021 bei 22,4 Mio. US-Dollar. Niue ist stark von neuseeländischen Hilfszahlungen abhängig, im Budgetjahr 2015/16 belief sich die Hilfe Neuseelands auf 22,5 Mio. NZ$.
Wie überall in Polynesien leidet die Wirtschaft unter dem Mangel an Ressourcen, der Abgeschiedenheit und der schrumpfenden Bevölkerung. Zudem erschütterte Anfang 2004 der Zyklon Heta die empfindliche Wirtschaft stark. Beim Wiederaufbau ist das Land auf ausländische Hilfe angewiesen.
| Parameter                | Primärer Sektor (Urproduktion) | Sekundärer Sektor (Verarbeitendes Gewerbe) | Tertiärer Sektor (Dienstleistungen) | Gesamt           | Bezugsjahr | Quelle |
| ------------------------ | ------------------------------ | ------------------------------------------ | ----------------------------------- | ---------------- | ---------- | ------ |
| Anteil am BIP            | 23,5 %                         | 26,9 %                                     | 59,5 %                              | 10.010.000 (USD) |            | [ 34 ] |
| Anteil an Erwerbstätigen |                                |                                            |                                     | 663              |            | [ 35 ] |

### Primärer Sektor
Die Landwirtschaft wird durch den überwiegend fruchtbaren Boden begünstigt. Sie dient fast ausschließlich der Selbstversorgung. Angebaut werden vor allem Kokospalmen, Bananen, Passionsfrüchte, Limonen, Taro, Bataten, Maniok und Yams. Die Viehzucht umfasst vorwiegend Rinder, Schweine und Geflügel.
Die Fischerei trägt zur lokalen Wirtschaft bei, der Fisch wird an örtliche Restaurants verkauft; auch ist das Fischen ein Tourismusangebot. Die Fischerei zielt u. a. auf Speerfische, Bonitos und Gelbflossen-Thunfisch.

### Sekundärer Sektor
Die Industrie verarbeitet hauptsächlich die erzeugten Nahrungsmittel. Der Verkauf von Briefmarken und selbstgemachtem Kunsthandwerk sind wichtige Einnahmequellen.

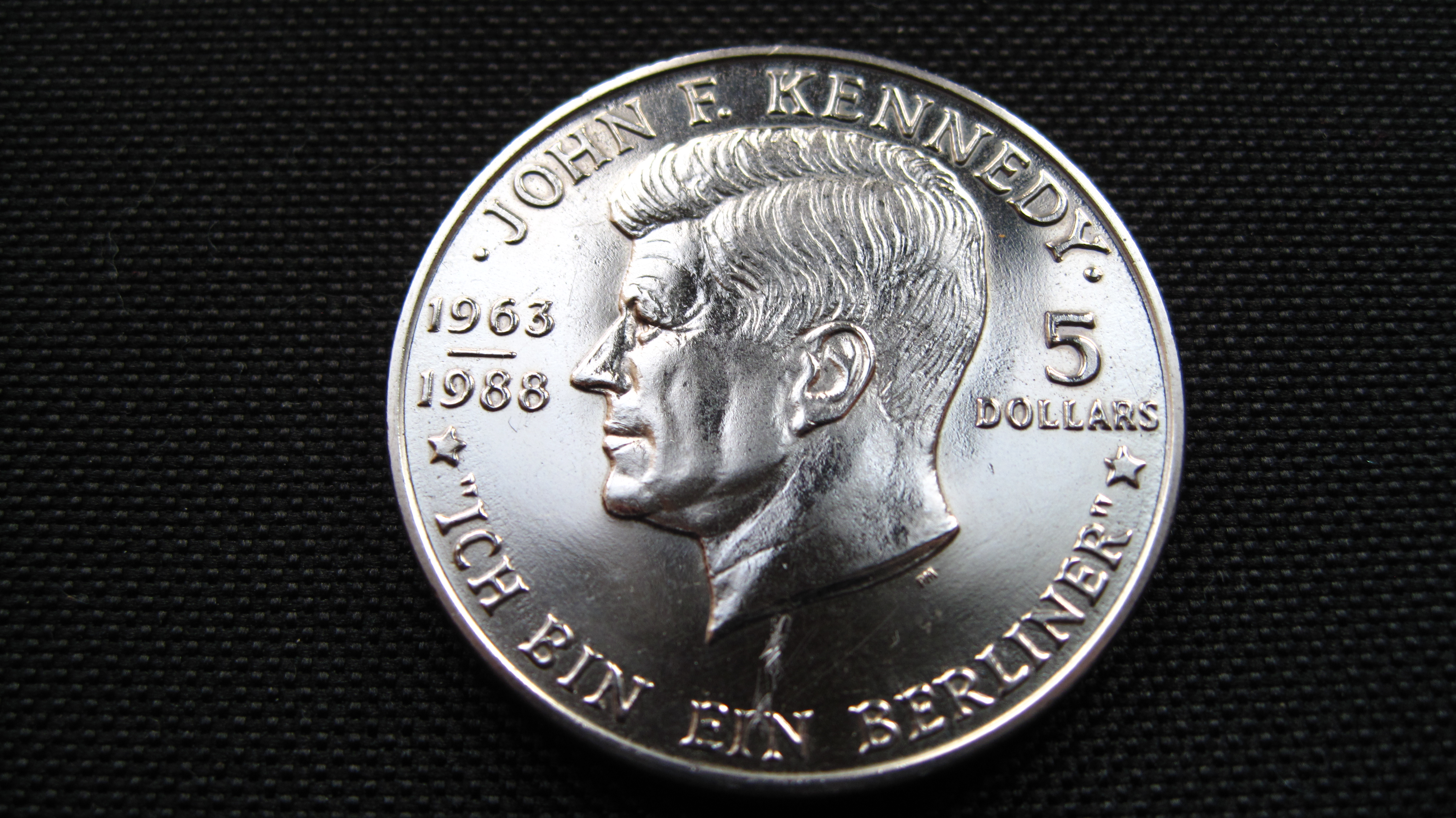
5-Dollar-Münze mit dem Porträt John F. Kennedys und dessen berühmten Ausspruch „Ich bin ein Berliner“

Seit einiger Zeit gibt die Regierung von Niue Sammler- und Anlagemünzen heraus. Die Münzen gelten zwar per Beschluss als offizielles Zahlungsmittel, sind zu diesem Zweck auf Niue aber nicht in Gebrauch. Die Motive reichen von Tennisspielern bis zu Figuren aus Disney-Comics und den Science-Fiction-Serien Doctor Who und Star Wars.
Darüber hinaus gibt Niue auch bekanntere Münzen aus, wie die „Niue Lunar Serie“ oder die „Niue Turtle“. Beide Münzserien werden, wie viele andere von Niue herausgegebene Geldstücke, von der New Zealand Mint geprägt.
Die Insel plant, ihren Strombedarf ab 2025 zu 80 % durch erneuerbare Energien (Windenergie und Solarenergie) zu decken.

### Tertiärer Sektor

#### Handel
Die Handelsbilanz Niues ist chronisch defizitär. Im Jahr 2008 standen Einfuhren im Wert von beinahe 11 Mio. NZ$ Ausfuhren von lediglich 27.000 NZ$ gegenüber.
Im April 2016 wurde, basierend auf den an die Öffentlichkeit geratenen Panama Papers, Niue als Drehscheibe im Handel mit hochpreisigen Kunstwerken genannt.

#### Verkehr
Niue hat keinen Hafen. Alle Güter müssen von den vor Alofi auf Reede liegenden Schiffen auf kleinere Boote umgeschlagen werden, die dann in einem von zwei Richtfeuern markierten Fahrwasser durch eine Lücke im Korallenriff zur dortigen Anlegestelle Port of Alofi – Locode: NUALO – gelangen können. Auf Niue gibt es mit dem Hanan International Airport einen Flughafen mit asphaltierter Landebahn. Von 1990 bis 1992 verband Niue Airlines die Insel mit Auckland, später mit Pago Pago. Bis Oktober 2005 wurde Niue einmal wöchentlich von Apia (Samoa) aus angeflogen. Jeden Freitag (ab November 2005) und seit Mai 2014 zusätzlich jeden Mittwoch fliegt die Air New Zealand ab Auckland mit einem Airbus A320 den Flughafen Niue an.

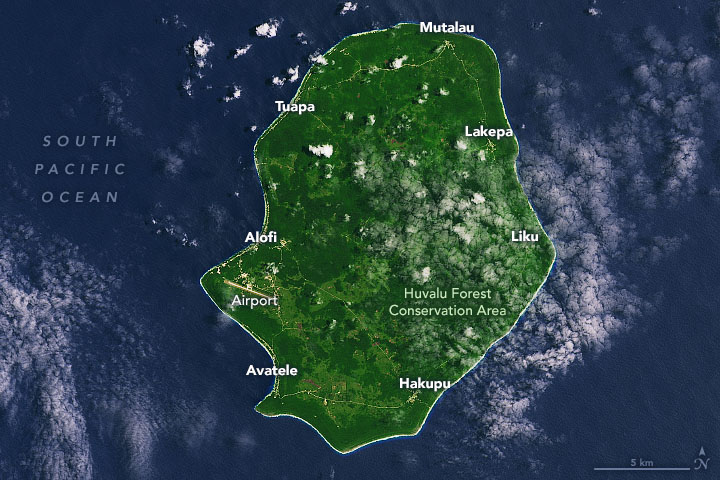
Niue am 5. November 2019, Landsat-8-Aufnahme

Insgesamt hat die Insel 120 Kilometer Straßen 1. Ordnung; davon sind 67 Kilometer Rundstraße. Es gibt keinen öffentlichen Nahverkehr.

#### Tourismus
Der Tourismus ist stark eingeschränkt, da es kaum Unterkünfte und keinen nennenswerten Strand gibt. Die schroffen Klippen verhindern fast überall den Zugang zum Meer. Murray McCully, Neuseelands Außenminister, beschloss ein staatliches Investment-Programm in Niues Tourismussektor im Wert von 7,5 Mio. NZ$. Der Tourismus, so McCully, sei der größte Antrieb für Niues Wirtschaftswachstum und könne die Eigenständigkeit Niues fördern.

#### Finanzwirtschaft
Am 28. Januar 2016 legte die EU-Kommission ein Maßnahmenpaket zur Bekämpfung von Steuerflucht vor, bei dem unter anderem Niue auf der schwarzen Liste der Steueroasen auftaucht.

#### Medien
Der einzige Fernsehsender und der einzige Radiosender (sendet auf FM und AM) auf Niue werden von der Broadcasting Corporation of Niue betrieben, einer staatlichen Rundfunkanstalt. Die Nachrichten werden vom neuseeländischen Fernsehen übernommen. Da Niue unmittelbar östlich der Datumsgrenze liegt, ist es einer der wenigen Orte der Erde, an denen man stets nur die Nachrichten „von morgen“ sehen kann.
Als vom Staat unabhängiges Medium, das nicht internetbasiert ist, besteht nur die Zeitung Niue Star, die gleichzeitig die einzige Zeitung des Landes ist.

#### Informations- und Telekommunikationswirtschaft
Niue sorgte 2003 für Schlagzeilen, als die Internet Users Society Niue (IUSN) ein flächendeckendes, kostenloses WLAN auf der Insel einrichtete. Zunächst gab es Widerstand von der Regierung, die sich im Streit mit der IUSN befindet. Inzwischen sind jedoch bereits 18 Hotspots in Betrieb, ein weiterer ist in Vorbereitung (Stand September 2014). Somit wurde Niue die erste „Wi-Fi Nation“. Niue verfügt über ein Internet-Café.
Auf der Insel standen den 2009 nur 1100 Internet-Nutzern 2008 schon 382.600 Domains gegenüber, weil die internationale Namenskennung .nu in einigen skandinavischen Sprachen und im Niederländischen „jetzt“ bedeutet und entsprechend gern verwendet wird, um daraus interessante Namen zu bilden. Beispielsweise sicherte sich eine schwedische Internetfirma aus Kalmar die Domain sverige.nu und vertreibt Domains mit der .nu-Endung. Für die Zuweisung der internationalen Top-Level-Domain setzt die hierfür zuständige IANA einen gewissen Autonomiestatus des betreffenden Gebietes voraus.
Da „nu“ auf Französisch „nackt“ bedeutet, wird die Domain auch gern für französischsprachige „Erotikseiten“ benutzt (siehe Pornografie im Internet).
Außerdem werden diese Domains für manche GNU-Projekte verwendet, da das „G“ in der englischen Aussprache stumm bleibt, wie zum Beispiel Parabola GNU/Linux-libre.

## Sport

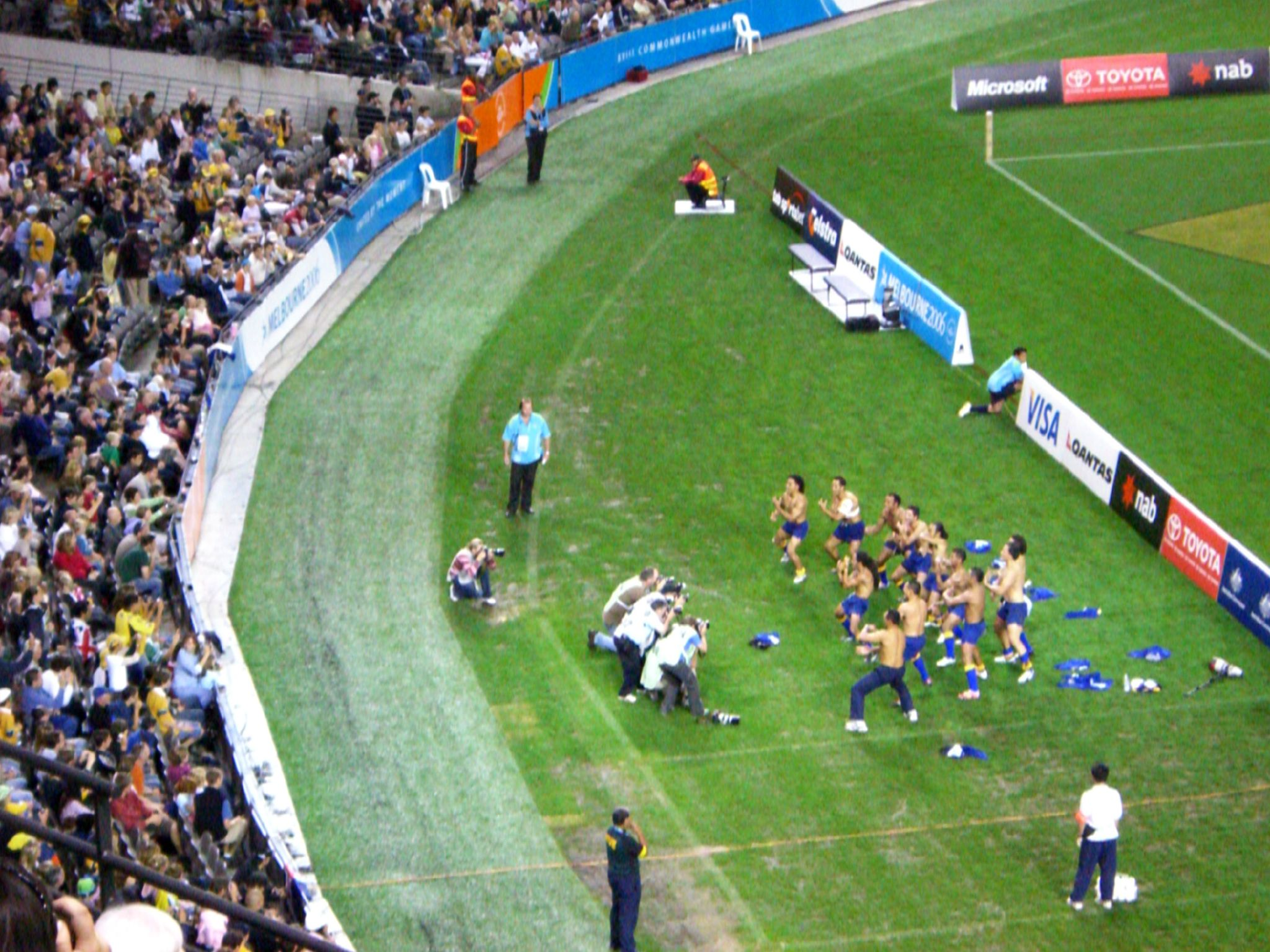
Niues Siebener-Rugbymannschaft bei der Aufführung des Takalo, 2006

Als Mitglied der Commonwealth of Nations nimmt Niue als eigenständige Nation mit eigenem Nationalteam regelmäßig an den Commonwealth Games teil. Gleiches gilt für die Pazifikspiele.
Der Fußballverband Niue Island Soccer Association ist nicht Mitglied des Weltfußballverbandes FIFA und lediglich assoziiertes Mitglied des Kontinentalverbandes OFC. Daher kann sich das Land nicht für Fußball-Weltmeisterschaften oder die Fußball-Ozeanienmeisterschaft qualifizieren. Bisher trat eine niueanische Fußballauswahl lediglich bei zwei Länderspielen bei Südpazifik-Spielen 1983 in Erscheinung. Die Spiele gegen Papua-Neuguinea (0:19) und Tahiti (0:14) gingen verloren.
Rugby Union ist der beliebteste Sport auf Niue und man besitzt eine relativ erfolgreiche Rugby-Union-Nationalmannschaft, die an der Qualifikation zur WM 2007 teilnahm. In deren Rahmen wurde am 23. Juli 2005 ein Sieg gegen Tahiti (55:8) erreicht, dem jedoch zwei Wochen später eine Niederlage gegen die Cookinseln folgte (5:24), wodurch die Qualifikation für die Endrunde verpasst wurde. Derzeit (März 2020) wird die Mannschaft in der Weltrangliste auf Rang 94 geführt.
Im Siebener-Rugby konnte Niue im Rahmen der World Rugby Sevens Series ebenfalls einige Erfolge erzielen. Besonderes Aufsehen erregten zwei Siege gegen das viel höher eingeschätzte Japan bei den Wellington Sevens 2003 (hier erreichte Niue mit Platz 10 sein bisher bestes Ergebnis) und 2005.

## Kuriosa
Von Anfang 2018 bis Anfang 2019 lebte die männliche Stockente Trevor als einziger Entenvogel auf Niue, deren Todesnachricht im Januar 2019 weltweite Medienaufmerksamkeit erhielt.